# Horst Meischner
Horst Meischner (* 10. April 1904 in Dresden; † 3. November 1977) war ein deutscher Lehrer und Funktionär der DDR-Blockpartei National-Demokratische Partei Deutschlands (NDPD).
Meischner war der Sohn eines Schirrmeisters. Nach dem Schulbesuch schlug er eine Lehrerausbildung ein. Zum 1. Mai 1933 trat er der NSDAP bei (Mitgliedsnummer 1.955.139). In der DDR war er stellvertretender Direktor der Oberschule Marienberg und wohnte in Lauta. Er trat der nach dem Zweiten Weltkrieg in der Sowjetischen Besatzungszone neugegründeten NDPD bei. Bei den Wahlen zur Volkskammer war Meischner Kandidat der Nationalen Front der DDR. Von 1963 bis 1967 war er Mitglied der NDPD-Fraktion in der Volkskammer der DDR.